# Coendou bicolor
El coendú bicolor o de espinas negras (Coendou bicolor) es un miembro sudamericano del género Coendou presente en Bolivia, Perú, Colombia, Ecuador y el extremo norte de Argentina.

## Subespecies
- C. b. bicolor Tschudi, 1844
- C. b. quichua Thomas, 1899
- C. b. richardsoni Allen, 1913
- C. b. simonsi Thomas, 1902

## Descripción y comportamiento
Es parecido al Coendou prehensilis, pero es más pequeño, a diferencia de este, que es totalmente arborícola, el coendú bicolor también puede vivir en cuevas abandonadas por armadillos.
A pesar de su apariencia y de sus filosas espinas de punta blanca, el coendú bicolor es inofensivo para el hombre. Consume frutos y flores. Es nocturno y solitario.